# Le Triomphant (contre-torpilleur)
Pour les autres navires du même nom, voir Le Triomphant.
Le Triomphant est un contre-torpilleur de la classe Le Fantasque ayant servi dans la marine française. Il a été construit dans les Ateliers et chantiers de France à Dunkerque et mis en service en 1934, trois ans après sa mise sur cale.

## Service

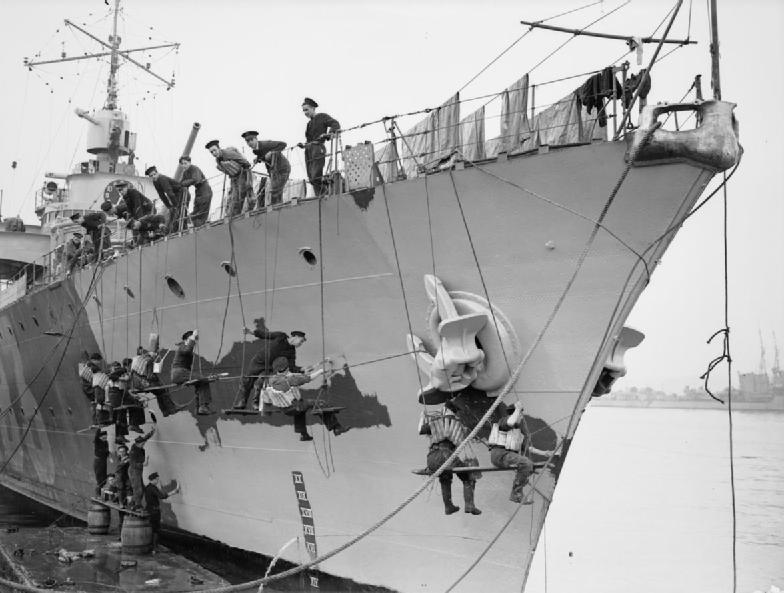
Le Triomphant en 1940 après avoir rejoint les FNFL.

Au déclenchement de la Seconde Guerre mondiale, il appartient à la Force de Raid. Dès juin 1940, le bâtiment rallie les forces navales françaises libres (FNFL). Il est commandé par le capitaine de frégate Philippe Auboyneau, qui le réarme et le conduit dans l'Océan Pacifique. Promu capitaine de vaisseau, il prend le commandement des FNFL dans le Pacifique à bord du Triomphant. L'enseigne de vaisseau Robert Girardon, futur vice-amiral, est embarqué sur Le Triomphant jusqu'en 1942, avant de rejoindre l’état-major du général de Gaulle à Alger. 
Le 23 septembre 1941, le contre-torpilleur arrive à Papeete où il est rejoint le 7 octobre par l'aviso Chevreuil puis par le croiseur auxiliaire Cap des Palmes.
Alors qu'il se trouve aux Nouvelles-Hébrides, il a pour mission en février 1942 d'évacuer les Occidentaux et les travailleurs sous contrat de la British Phosphate Commission (BPC) vivant à Ocean Island et Nauru, deux îles du Pacifique central riches en phosphate dont l'invasion par les Japonais s’annonce imminente. Le 23 février, il évacue de Nauru 61 Occidentaux, 391 Chinois et 49 membres de la garnison militaire et le 28 février, 823 Chinois et 232 autres employés de la BPC à Ocean Island.
Dans l’océan Indien, dans la nuit du 2 au 3 décembre 1943, il subit un typhon avec des vents de force 12 et des vagues de plus de 15 m qui noient ses chaudières. Il prit une gîte de 50 degrés, et le commandant en second et le médecin du bord disparurent. Il fut sauvé de justesse et remorqué par le pétrolier T2 américain SS Cedar Mills qu'il escortait. 
En 1944, Le Triomphant a dû être réparé à Boston ; à cette occasion il a également reçu une autre modernisation, ce qui a augmenté sa capacité anti-aérienne, jusqu'à trois supports de canons jumelés Bofors de 40 mm et onze canons Oerlikon de 20 mm, comparables aux destroyers américains contemporains. Il a ensuite été inspecté par le général Charles de Gaulle à Alger et a été envoyé pour couvrir la reprise britannique de Singapour avec le cuirassé Richelieu en 1945.
En septembre 1945, il transporte le Corps léger d'intervention à Saïgon.
Le navire est désarmé le 19 décembre 1954 et ferraillé à Bizerte en 1960.